# أق باغ
أق باغ (بالفارسية: آق‌باغ) هي مستوطنة تقع في Khabushan District في إيران. يقدر عدد سكانها بـ 20 نسمة .